# Meigenia picta
Meigenia picta är en tvåvingeart som beskrevs av Louis-Paul Mesnil 1961. Meigenia picta ingår i släktet Meigenia och familjen parasitflugor. Inga underarter finns listade i Catalogue of Life.